# 中共中央领导人汉口住地旧址
中共中央领导人汉口住地旧址，位于中华人民共和国湖北省武汉市江岸区一元街道天津街12号，是部分中共中央领导人于七一五事变后的临时住所。该旧址所属建筑原名德林公寓，于1925年建成，是一幢西式公寓楼房，底层商用，楼上为公寓。2013年，中共中央领导人汉口住地旧址被列为全国重点文物保护单位。

## 历史
中共中央领导人汉口住地旧址所在建筑原名德林公寓，由华侨王光于1925年出资兴建，设计方为景明洋行，承建方为汉协盛营造厂。1927年，七一五事变后，中国共产党的活动被迫转入地下，当时尚在武汉的中共中央军委书记周恩来及其夫人邓颖超曾在此德林公寓靠近湖南路口的单元居住，当时的门牌号为德林公寓2号，即今天津路12号:120。选择此处居住的原因，是因为这里属于刚刚收回的汉口英租界，国民政府尚不能完全控制这里；同时房屋规模较大，距离当时的中共中央机关驻地较近，便于开展工作。随后周恩来赶赴南昌领导南昌起义，邓颖超也随即转移至武汉市郊，瞿秋白杨之华夫妇以及李维汉、邓小平秘密搬入居住。在此期间，该住地内曾举办多次重要会议。1927年9月，中共中央迁回上海，全体人员搬离该住所:120。
中华人民共和国成立后，该建筑一度为武汉市供销总社的办公楼和宿舍，后来为武汉市蔬菜公司等单位所使用。

## 文物保护情况
1983年4月7日，以“大革命失败后党中央领导人住地（德林公寓）”的名义被武汉市人民政府列入第二批武汉市文物保护单位；2008年3月27日，以“汉口中共中央领导人住地旧址”的名义被湖北省人民政府列入第五批湖北省文物保护单位；2013年3月5日，以“中共中央领导人汉口住地旧址”的名义被中华人民共和国国务院列入第七批全国重点文物保护单位。
其保护范围为：中共中央领导人汉口住地旧址及周围一定范围。四至：以旧址外墙为界，东面向外延伸10米，西面向外延伸至胜利街规划道路红线，南面向外延伸至天津路规划道路红线，北面向外延伸至合作路规划道路红线。
其建设控制地带为：以保护范围四至为界，东面向外延伸20米，西、北、南面与保护范围边界重合。

## 结构
德林公寓为一幢西式三层公寓楼房，坐南朝北，钢筋混凝土结构。整栋楼分为五个单元，底层为商业用房，上层为住宅用房，楼顶外加一层气屋。总长75米，宽25米，每套房屋均有卧室、客厅、厕所、厨房及佣人用房。为节省空间，房门均为梭门。当年中共中央领导人所居住的房屋位于德林公寓2号的二楼，面积225平米。当年二楼走廊前方左侧为会客室，右侧为警卫人员值班室。此外该层另有瞿秋白、杨之华、李维汉、邓小平、周恩来等人的住房兼办公室。:121:97-98